# Hidronefrose
Nefroses são alterações renais que se caracterizam por lesões degenerativas do epitélio urinário, tendo origem na ação de tóxicos de diversa natureza como sais de mercúrio, fósforo e oxalatos (tóxicos exógenos) e outros tóxicos endógenos ( despigmentações como icterícia e hemoglobinúria e auto-intoxicações). 
Hidronefrose é a distensão e dilatação da pelvis renal, geralmente causada por uma acumulação de urina, devido ao deslocamento do rim (rim flutuante) resultante da distensão do mesmo. Existe uma compressão dos ureteres, levando à acumulação de urina que, não podendo descer para a bexiga acumula-se e distente o bacinete progressivamente, comprimindo o parênquima renal.  